# 国道48号線 (韓国)

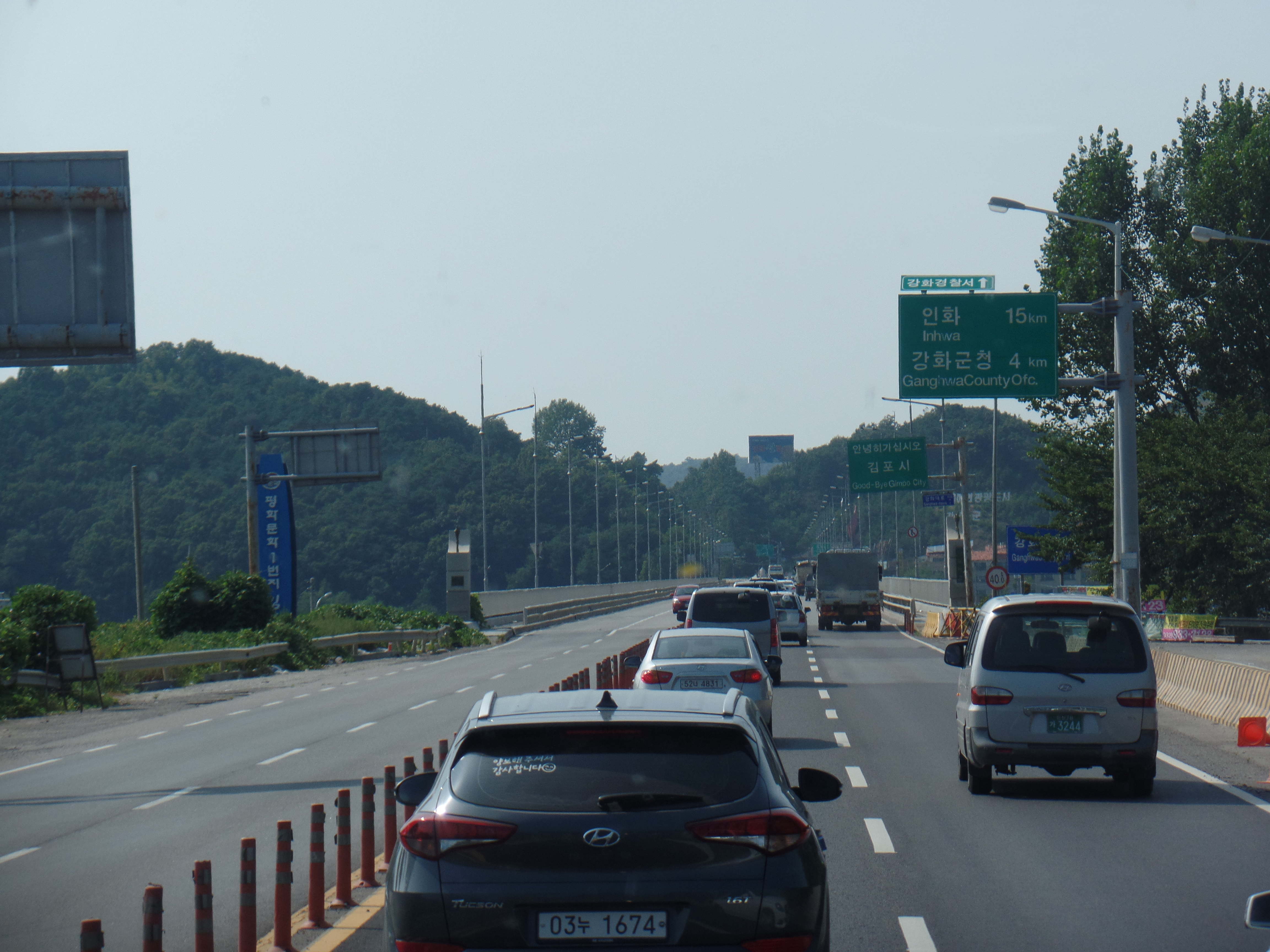
京畿道金浦市と江華郡の境界点

国道48号線(こくどう48ごうせん、ハングル: 국도 제48호선)は仁川広域市江華郡両寺面からソウル特別市鍾路区世宗大路に達した大韓民国の一般国道である。

## 歴史
- 1971年8月31日 : 一般国道路線指定令により国道第48号線江華-ソウル線になる。

## 通過する自治体
- 仁川広域市
  - 江華郡
- 京畿道
  - 金浦市
- ソウル特別市

## 交差する道路
高速道路
- ソウル外郭循環高速道路
- 仁川国際空港高速道路
- 首都圏第二循環高速道路

国道
- 国道77号線
- 国道46号線
- 国道39号線 (韓国)
- 国道6号線
- 国道1号線